# (143621) 2003 GE55
A (143621) 2003 GE55 egy kisbolygó a Naprendszerben. A Spacewatch program keretében fedezték fel 2003. április 4-én.